# Les Alleux
Les Alleux település Franciaországban, Ardennes megyében. Lakosainak száma 77 fő (2018. január 1.). Les Alleux Belleville-et-Châtillon-sur-Bar, Le Chesne, Quatre-Champs, Terron-sur-Aisne, Vandy, Voncq és Bairon-et-ses-Environs községekkel határos.

## Népesség
A település népességének változása:
| Lakosok száma | 166  | 125  | 69   | 72   | 63   | 81   | 83   | 79   | 78   | 77   |
|               | 1962 | 1968 | 1982 | 1990 | 1999 | 2008 | 2011 | 2013 | 2017 | 2018 |